# Мехмед Емин Рауф-паша
Мехмед Емин Рауф-паша (1780, Истанбул - 28. мај 1860, Истанбул) је био османски државник и велики везир у пет наврата. За разлику од већине претходних великих везира, био је племенитог порекла. Током његових вишебројних везировања одиграли су се догађаји пресудни за османску историју у XIX веку. Био је то наставак Српске револуције, који се огледа у II српском устанку, Хатишерифу из 1833. и Сретењском уставу. Осим тога, Османско царство је водило и два рата са Египтом Мухамед Алија и рат са босанским побуњеницима, великом противницима Танзиматских реформи које су почеле у то време. По Танзиматским реформама умањена је моћ великог везира и смањен његов значај. Власт је централизована, тако да он више није обављао извршну власт, већ је био само заменик султана.

## Порекло и положај благајника
Био је син главног чувара харема султана Абдул Хамида I, Саид Мехмед-ефендије. Његов политички успон почео је касно, тек 1814. године, када је именован за башдефтердара Османског царства. Тадашње финансије биле су у ужасном стању: није било правилног рачуноводства, ни протокола, а хартије су се чувале у џаковима. Није било ни буџета; султан и његови љубимци узимали су из државне благајне колико желе. Није било ни фискалне управе; приходи, то јест порез на хришћане и Јевреје, дохотци са султанових добара и царина на трговинску робу, издавати су под закуп предузимачима, који су становништву узимали све .

## Велики везир

### Долазак на положај и стање у Османском царству
Дана 30. марта 1815. године, Рауф је, поставши љубимац султана Махмуда II, постављен на место великог везира. Како је власт била деспотска и неуређена, султан је имао неограничену власт, али како је он живео затворен у сарају и није вршио државне послове, већ је управљање царством било поверено Јусуфу .
Војска је била невероватно неефикасна и заостала. Састојала се из коњице (спахије), која је живела на тимарима  које им је султан дао, и пешадије (јаничари), подељене на 199 чета, смештених по истанбулским касарнама. Спахије нису више вршиле своју службу, а јаничари, уместо да се регрутују из султанових робова и да остану нежењени, почели су се женити и своја места предавати својим синовима, који су их сматрали као наследну државну службу, уз коју су се бавили и другим пословима . Тако су постали веома лоша војска за време рата, а врло немирна војска за време мира . Такође, били су немоћни да смире хришћанске народе, који су, угњетавани вековима, били у сваком тренутку спремни да подигну устанак .
Свака је област имала свог војног управника, пашу, послатог из Истанбула, који је у њој имао сву власт. Већина паша је у то време куповала свој положај од Рауфа, који их је постављао . Они који су заповедали каквим одредом војске бунили су се често против наредаба које су долазиле из Истанбула .
Османско царство као муслиманска држава никад није примано у друштво хришћанских европских сила, што је резулитарало отуђењем од европских владалаца. Како се Царство у Европи утврдило освајањем, тако су европски владари себи давали за право да освајају или на било који други начин присвајају његове територије, које нису биле под заштитом међународног права. Највећа опасност претила је од Русије .
Тако да је опадајућој царевини претила опасност с више страна: побуне јаничара у Истанбулу, одметање паша по областима, устанци хришћанских народа, руско и аустријско освајање, итд . Због Наполеонових ратова опасност од стране Европе се смањила. Аустријска влада, забављена на западу, напустила је освајање на источној страни; она је заборавила своје и уместо да осваја Османско царство, она је гледала да га сачува .
Да би се одржао на положају, Рауф је одмах похватао везе тако што је своју кћерку Хатиџу удао за заповедника султанове гарде.

### Бечки конгрес: источно питање
Рауф је на положај великог везира дошао у часу кад се завршавао Бечки конгрес великих сила, на ком се расправљало о уређењу Европе између осталог и Османског царства после Наполеоновог пораза . Аустријска влада је захтевала да се Порти ујемчи целокупност Царства, како би оно ушло у европски концерат, тј. да се убудуће сматра европском државом и да ужива благодети међународног права. Међутим, против те одлуке је устала Русија, тако да је Османско царство и даље остало ван заштите међународног права, изложено покушајима да се распарча и издели. Пошто је свака од великих сила била заинтересована одређеним делом Османског царства, почело је стално мешање у његова унутрашња питања. Од Бечког конгреса европске дипломате су се стално занимале тзв. источним питањем.
Источно питање било је питање поделе Османског царства. Ако би се распарчало, онда су се наметала два питања:
1. Која би сила узела распарчане земље,
2. Шта би било с малим хришћанским народима, који су под султановом влашћу?

Дипломате је само занимало прво од ова два питања, навикнуте да воде рачуна само о владаоцима, оне се нису бринуле о народима у Турској. Само су мислили на супарништво између европских сила, и радили да одрже status quo, да не би морали тражити какво ново решење, где би се морали сви сложити. Тако мешање европских сила одложило је решење источног питања у бесконачност .

### Таковски устанак
Рауф је дошао на чело Порте у тренутку кад се спремао II српски устанак. Главни организатор устанка био је кнез Милош Обреновић, једини велики војсковођа I устанка који је остао у Смедеревском санџаку. Милош није успео да набави муниције, кад је народ, у огорчењу, почео борбе. Мањи војсковођа из I устанка, Арсеније Лома је већ 20. априла почео акцију у Јасеници и пренео је у Качар. За њим су устали и други . Видевши да нема одлагања Милош је у Такову, на Цвети, 23. априла објавио устанак . Милош је потом отишао у Црнуће, где је обукао војводско одело и дао заставу Сими Паштрмцу са чувеним речима:
Ево мене, ето вас, па рат Турцима!
У исто време Милош је писмено позвао све виђеније људе на борбу, док је Лома с Качерцима освојио Рудник и, једном непажњом, погинуо . Милош је том устанку постао природни вођа, и као угледан војвода од раније и по општој жељи народа .
Београдски везир Сулејман-паша Скопљак, одлучан и прек, предузео је брзе мере да угуши устанак. Упутио је одмах у унутрашњост Смедеревског санџака Имшир-пашу, свог ћехају, затворио је границу и почео са затварањем угледнијих људи . Имшир-паша пошао је равно на опседнути Чачак и напао је на српске шанчеве на брду Љубићу . Борбе око српских положаја трајале су неколико дана, иако Срби нису имали довољно оружја. За то време друга турска војска је разбијена код Палежа, тако да је Милош завладао једном важном скелом на Сави, потребну због одржавања веза и дотурања разних потреба из Аустрије. Преко ње је одмах у Смедеревски санџак прешло неколико угледних ранијих вођа: Стојан Чупић, Петар Молер, Никола Смиљанић и др., преневши са собом нешто оружја и муниције, са којим су од Турака преотели Ваљево. После тих успеха Милош је пошао на Љубић водећи са собом и два топа, која је добио. Борбе у шанчевима око Западне Мораве биле су врло оштре. У њима се нарочито истакао Танаско Рајић, који је погинуо бранећи до последњег даха српске топове . У тим борбама погинуо је и Имшир-паша . Његова погибија помела је Турке и они су већ 10. јуна напустили Чачак . Месец дана потом Турци су, после борбе, изгубили и Пожаревац, недуго потом и Карановац . Знајући да се неће моћи дуго одржати Милош се спремао да се измири с Турцима, па је зато препоручивао и лично се бринуо, да се што боље и човечније поступа с турским робљем .

### Стишавање сукоба
Да би угушио устанак што пре Рауф је упутио у Смедеревски санџак две војске. Прву, нишку, водио је румелијски беглербег Марашли Али-паша, а другу, босанску, Рауфов претходник, босански везир Хуршид-паша . Сулејман-паша, на кога је падала сва кривица због побуне, бранио се тим, да устанак помаже Аустрија и да он, према томе, има друге мотиве. У ствари, Аустрија се није показивала нимало склона да ма шта помогне Србима, већ им је чинила потешкоће . За устанике је доста урадила Русија. Руски представник у Истанбулу је тражио од Рауфа да Турци одустану од употребе оружја у Србији, а руска војска добила је заповест да се почне прибирати на Пруту .
Милош Обреновић је, очигледно да не би изазвао већу турску војну интервенцију, говорио да су Србе на овај очајни корак натерали Скопљакови зулуми, а да су они иначе верна раја. Он није нападао ни на један од царских градова. Хуршид-паши је на Дрини упутио поздрав и изјаву покорности, али не и безусловне предаје . Чак је поручио, да ће, ако треба, борбу и наставити, и доиста, кад је Ибрахим-паша Никшићки са повећом претходницом стигао на Дубље српска војска га је 26. јула напала и разбила . Сам је паша био заробљен. Милош се према њему понашао с много обзира и вратио га је Хуршиду скоро као пријатеља. За то време осетио се код Турака извесни преокрет. Скупљене војске нису прелазиле у напад, него су чекале. Паше су нудиле преговоре. Била је то јасна последица коначног слома Наполеона и турског страха од руског посредовања . Рауф је желео да избегне евентуалне руске протесте и опомене; једно, што би то охрабрило Србе и продужило њихов отпор, и друго, што су се бојали разговора о не извршеној осмој тачки Букурешког уговора из 1812. године.

### Руска интервенција: Споразум Марашлија-Милош
Хуршид-паша, више војник, који се са Србима борио већ осам година, био је крут и апсолутан и његова порука је гласила, да раја мора предати оружје. Марашлија је био више дипломата и брже је схватио положај. Он је Србима дозвољавао све само да буду одани султану и да од свог питања не стварају општи заплет . Милош је знао, да између ове двојице паша постоји суревњивост који ће се од њих двојице моћи похвалити да је решио српско питање, и стога је играо врло вешто. Он је пошао с намером да прими све што се понуди, па да стално тражи даље, не излажући народ новим напорима, јер је добро видео да постоји разумљив страх у народу пред турском силом и да је разочарање 1813. год. оставило јасног трага на моралу бораца. Милош сам, по својој природи, био је више дипломата него војник, а и осећао је, да положај у тај мах више тражи оног првог него овог другог . Видевши да је Марашлија попустљивији од Хуршида Милош се с њим и нагодио . Срби су пропустили, да један део пашине војске прође за Београд, па су ту војску чак и снабдевали са храном, и упутили су једну своју депутацију на преговоре са Рауфом у Истанбул. После тога почело је расправљање о правим погодбама за мир . Срби су за основу преговора узимали Ичков мир из 1806. год . Њихов став помогла је Русија, која је 30. септембра службено скренула Рауфу пажњу на свој интерес за српско питање и на осму тачку Букурешког уговора.
После руског посредовања Сулејман-паша био је смењен и премештен за везира у Босну, а Марашлији је поверено да води српске послове. Он је потом дошао у Београд, али му Рауф ипак није дао потпуно слободне руке. Немајући пуног поверења ни у Србе, ни у њихове руске пријатеље, он није хтео да им да праву самоуправу . Ичков мир је био склопљен у изузетним приликама и као крајња мера уступака и на њега се стога није хтело враћати, и сами Срби били су унапред вољни да у понечем попусте, тако су, нпр. пристали да уместо мухасила у Београду буде везир, и нису правили питање од броја и састава војске у већим градовима. Рауфова политика прем Србима састојала се, у главном, у том:
Србима не треба дати ништа на писмено, него ваља увести бољи ред и заваравати их обећањима.
Стога је поставио за везира у Београду самог Марашлију, у кога су и они имали поверења, и који је вешто балансирао. Доиста, Срби од Рауфа нису добили ништа писмено потврђено, него су све погодбе између Милоша и Марашлије свршаване усмено, али је српски успех био ипак велик и видан. Земља је била смирена и у главном у народним рукама, Милош је имао углед правог народног господара и несумњив утицај и самоуправа је уведена путем свршених чињеница. Тако се у јесен 1815. године вратио мир, а Смедеревски санџак заменила је Кнежевина Србија .

### Српска самоуправа
Самоуправа Србије састојала се у овом:
- Срби су сами купили данак одсеком;
- Турци се нису мешали у српске унутрашње послове;
- Уз турске муселиме судили су Србима и њихови кнезови;
- Спахијски приходи одређени су тачно по бератима.

У Београду су Срби добили своју Народну канцеларију са 12 српских кнезова као највише административно и судско тело, које је судило Србима за веће кривице. Милош, иако је био врховни српски кнез и нека врста српског паше уз Марашлију, сада је био само турски чиновник . У ферманима, које је Рауф 1816. год. упутио у Србију о самоуправи није било ни речи, него су у сваком понаособ означаване извесне повластице. Најважније је било, да су из градских посада биле искључене јаничарске породице, али је та одлука остала увек мртво слово на хартији. Ни пред руским ни пред аустријским послаником Рауф није хтео признати отворено, да је Србима дао самоуправу, макар и врло ограничену, него је то означавао само као правду. Он је говорио аустријском посланику:
Ако је неко пристао на неке погодбе, Порта их игнорише или треба да их игнорише.
Он би се, врло вероватно, побринуо да учињене уступке и смањи, да се није у то време јавило посредовање Русије, које му је показало да је српско питање озбиљније него што је мислио .

### Сукоби у Србији
После сређивања односа са Турцима, Милош је средио односе у земљи. Он је био несумњиво главна личност Србије тога времена, али не и једина. Ту су били и Петар Молер, прота Матија Ненадовић и Павле Цукић, који су тражили увођење тетрархије, тако да би свако од њих под својом влашћу имао по три нахије . Милош није био човек који би лако делио власт са другима, док је трајала борба с Турцима заврши он им је и попуштао, али када је завладао мир он је загазио у борбу с њима . Молера је претукао на једној народној скупштини и оптужио га је Марашлији као бунтовника који хоће нови рат, на шта га је везир удавио. Амбициозног Мелентија Никшића, који је крајем 1816. год. постао владика, Милошеви људи су убили у самом владичанском конаку. У пролеће 1817. избила је против Милоша побуна Павла Цукића и кнеза Симе Марковића, који су хтели да врате вожда I устанка Карађорђа. Побуна је брзо угушена, а бунтовници су платили главама . Милош је ту побуну искористио троструко тако што се:
- Ослободио опасних противника најкраћим путем;
- Подвукао своје држање према турцима као лојално, за разлику од Карађорђевих људи који су тражили борбу;
- Указао Русима како неће бити могуће наставити од њих препоручивану туркофилску политику, ако у земљу буду пуштени емигранти [15].

### Припремање грчког устанка
Грци су у то време били образовани у један народ, који је говорио једним језиком и захватао готово оне исте земље које су обухватали Хелени у старом веку, тј. сав јужни део Европске Турске од Тесалије, острвље Архипелага и прибрежје Мале Азије. У Наполеоновим ратовима грчки морнари су, пловећи под турском заставом, остали неутрални између непријатељских народа и преузели готово сву трговину на Средоземном мору. Они су одлазили у Одесу, да купују жито из Русије, па да га разносе по Европи. Године 1816. они су имали 600 бродова наоружаних са 6.000 топова и 17.000 морнара. Готово сви они су становали на три каменита, гола и неплодна острва наспрам арголидске обале, на Хидри, Специ и Псари; они су образовали три мале републике, којима је султан дао самоуправу . Становници су били наоружани и навикнути, да се боре против гусара на мору . Свршетак европских ратова њима је донео проблеме.
У планинама старе Лаконије и средње Грчке полуразбојничке војничке дружине клефта и паликара су сачувале своју навику да увек иду под оружјем. Они су се борили растурени као стрелци, сакривени иза стена и само слушавши месне старешине (капетани), који су владали својим утврђеним кулама.
Осим што су имали спремну морнарицу и војску за борбу, богати грчки трговци су слали своје синове у иностранство ради образовања. Образовани Грци оснивали су академије и гимназије, које су уредиле искварени грчки језик. Жеља Грка да успоставе своју државу ће у наредним годинама задати тешке ударце Османско царству .

### Руски обзири, Хетерија и Карађорђво убиство
Положај српских емиграната у Русији постајао је ионако све тежи, нешто због тужби из Србије, а нешто што је попуштало руско сажаљење према њима, а нешто што је пажња руских власти према њима постајала све мања. Кад је схватила да не сме дозволити повратак емиграната, руска влада је, из обзира према Рауфу повукла издате пасоше и забранила им прелазак . Карађорђев прелазак сигурно се не би тумачио као својевољан, него као ствар коју је Русија одобрила са неком тајном намером .
Карађорђе је у Бесарабији дошао у везу са представницима тајног националног грчког друштва, „Хетерије”, чији је циљ прво био обнова старе Византије, а после ослобођење свих хришћана у Османском царству и образовање федерације хришћанских народа на Балкану са грчком хегемонијом . Њега је са грчким плановима упознао хатериста Ђорђе Олимпија, звани капетан Јоргаћ. Он је тајно увео Карађорђа у Галати код Јашија у кућу кнеза Константина Ипсилантија, где је био примљен за члана Хетерије и где је положио заклетву да ће радити на ослобођењу хришћана. Хетеристи су много полагали на Карађорђа као бившег вођу једне револуције и ради гласа који је био стекао и у Србији и на Балкану. Због тога су они помагали бившем Вожду да се врати у Србију, где би могао повести народ у нову борбу. Заменик руског конзула у Јашију, иначе хетериста, дао му је новац и лажни пасош. С прерушеним Карађорђем је ишао Јоргаћ, један Грк и Вождов писар Наум. У Новој Паланци, они су замолили месне власти да прећу у лађу и путују водом. Оне су им дозволиле не знајући с ким имају посла. Дана 9. јула 1817. године, искрцали су се без проблема на српску обалу .
Кад је прешао у Србију Карађорђе је отишао у Велику Плану, где је, у једном лугу у околном селу Радовању, 25. јула мучки убијен од стране свог кума Вујице Вулићевића по Милошевом наређењум, на кога је можда Рауф извршио притисак . После убиства свог главног узурпатора, Милош је 18. новембра од Скупштине, коју су сачињавали: митрополит, владика, три архимандрита и сви нахијски кнезови добио признање наследног кнежевског достојанства, по ком се Србија почела поступно уређивати поред турских власти у земљи. Ово Рауф није одобрио, јер је излазило из оквира уступака који су могли бити чињени Србији, а да она не добије карактер државе. Признавање кнежевског наследног достојанства показало би то несумњиво .

### Незадовољство и смена
Рауф је био попустљив према Милошу из два крупна разлога. Први је био, да избегну руско посредовање због не извршеног Букурешког уговора, на ком је почео од јесени 1816. год. инсистирати нови руски посланик, енергични и даровити Григориј Александрович Строганов. Не хотећи дати Србима потврђену самоуправу, онакву какву су они желели, Рауф је препоручивао Марашлији да буде предусетљив и да не штеди на лепим речима и обећањима према Милошу, имајући последњу намеру евентуално касније узмицање са изговором, да је то давао паша, а не султан. Главно је било привременим умиривањем и задовољавањем избити Русији оружје из руке.
Други разлог био је исто тако важан. Немири и одметања у Османском царству, коме су биле потребне реформе, нису престајали, у њему је горело и даље. Нарочито су постали опасни покрети у Босни, који се нису могли стишати потпуно ни за време борби са устаницима у Србији .
У тако тешким часовима за Царевину, 6. јануара 1818. године, Рауф је смењен. Наиме, владао је велики спор између Халет-ефендије на Хиосу и султана. Рауф је, заступавши интересе султана, изгубио спор и положај великог везира, замало и главу. На месту великог везира наследио га је Бурдурлу Дервиш Мехмед-паша.

## Даље политичко деловање
Одмах по свргавању, Рауф је почео да ради на повратку изгубљених позиција и 1819. се вратио на положај везира. Године 1820. постао је везир Дијарбакирског ејалета, а већ следеће године сарк-сераскер  и придодат му је положај везира Ерзурума. Он није долазио тамо, већ је тамо послао мутеселима, да обавља његове дужности. Кад су Персијанци предвођени Фатех Али-шахом Каџаром објавили рат Османском царству, на том положају га је заменио Алеадин-паша. На крају рата, 1. јуна 1823. године, Рауф је био делегат на потписивању Ерзурумског мира с Персијанцима.
Године 1824. постао је валија Кастамонуа, 1827. Анатолије и Алепа, а октобра 1828. године Дамаска. С његовим доласком у Дамаски ејалет финансирање османске војске је, као неки вид пореза, пало на народ, што је изазвало велике нереде. Због тога је крајем јула или почетком августа 1831. године разрешен свих дужности и утамничен, међутим убрзо је ослобођен и враћена му је титула везира. Потом је постављен за везира Карахисарског санџака и Санџака Ментеше. У међувремену, избио је египатско-османски рат и египатски престолонаследник Ибрахим-паша, потпомогнут од Француза, је освојио Акру, Дамаск и Алеп и потпуно уништио османску анадолијску војску код превоја Белен, што је резултирало постављањем Рауфа за везира Кутахје, а нешто касније и целе Анатолије у новембру 1832. године . Његова превасходна мисија је била да одбрани Конију, око које се у децембру повела битка. Дана 23. децембра Рауф и нови велики везир Решид Мехмед-паша су потучени.

## Други пут на месту великог везира

### Долазак и руски утицај
17. фебруара 1833. године, Решид је смењен због пораза, а велики везир је опет постао Рауф. Он је пожурио да спаси царевину, пошто је пут ка Истанбулу био отворен, тако што је, да би приволео Русе за помоћ, затворио је мореузе Босфор и Дарданели за све бродове, сем за руске . Међутим, Руси су у египатском владару видели новог потстрекача европске револуције и већ су намеравали да помогну. Руси цар је, још, рекао новом руском амбасадору у Истанбулу:
Ја хоћу да докажем своје пријатељство султану, треба бранити Истанбул од напада Мухамед Алија. Читав овај рат је само последица бунтовничког духа који је сад обузео Европу, а нарочито Француску... Ако би случајно Истанбул подлегао, ми бисмо имали за суседе људе без заклона, без отаџбине, прогнане из свих добро уређених друштава; ти људи не могу да живе мирно. Они у овом тренутку окружују Мухамед Алија и испуњавају кадар његове морнарице и његове војске. Ја морам да уништим ту нову клицу зла и нереда и да вршим свој утицај на послове Истока.
Руски су му потом послали у помоћ војску од 30.000 људи, њихова црноморска флота је ушла у Босфор, а једна дивизија се искрцала близу Истанбула . Мухамед Али је сада, по савету Француске, пристао да смањи своје захтеве . Рауф, кога је присуство руских трупа у близини Истанбула више забрињавао него што га је умиривао, пожурио је да закључи мир са побуњеним пашом, тако да је 14. маја издејствован споразум у Кутахји . Тим миром, Рауф дао му потпуно задовољење . Паша је доживотно добио добио Сирију и Адану у Киликији . Потом је 8. јула са Русијом склопљен Ункјар-Искелесијски уговор, којим су озваничене претходне одлуке да се затворе Босфор и Дарданели за западноевропске ратне бродове, док је цар Николај гарантовао Рауфу неповредивост и независност Османског царства и обећао да ће му, у случају потребе, ставити на располагање сувоземне и поморске снаге које јој буду потребне. Тим споразумом Османско царство је пало под руску заштиту и Црно море је постало руско језеро, Османско царство је дошло под заштиту Русије и повећао се руски утицај на Порту, што је изазвало знатно незадовољство Велике Британије и Аустрије . Осим тога Русија је наставила са освајањем Влашке и Молдавије, завршеним 1835. године, и са борбом против кавкаских горштака, који су непрестано вршили упаде ради пљачке на територију Русије . Руске трупе вршиле су честе походе и уништавале непокорна села, али ови походи су захтевали велике жртве у људима, материјалу и новцу, а нису ни давали довољне резултате. Ипак Русија се тамо стално ширила .

### Минхенгрецка конвенција
De facto цар Аустрије, канцелар Клеменс фон Метерних, потпуно је одобрио руско мешање у османско-египатски сукоб. Метерних је то схватао као предузету ствар да би се подржала султанова власт и чинило му се као враћање руске политике на начело законитости. Цар Николај се тиме користио да још више заинтересује Аустрију за своје планове на Истоку. На састанку са царем Францом, два месеца после Ункјар-Искелесијског уговора, он је са њим закључио Минхенгрецку конвенцију. Русија и Аустрија обавезали су се начелно да одрже опстанак и политичку организацију Османског царства и да удруже своје напоре да би се спречила свака комбинација која би ишла на штету независности врховне власти у Турској; једним тајним чланом изричито је казано да је нарочито било потребно заштити султана од египатског паше. Једним другим тајним чланом оне су обећале да ће у случају распарчавања Турске поступати споразумно.
Потписујући Минхенгрецку конвенцију, Николај је хтео да ојача свој савез са Аустријом, али је он дубоко изменио став који је био заузео приликом склапања Ункјар-Искелесијског уговора. Сад Русија више није била једини бранилац султанове власти; везана за Аустрију, она је морала да преобрази своју политику политици свога савезника. У случају заплета који су могли довести до распарчавања Турске, њене обавезе наметале су јој исту дужност. Насупрот томе, ништа јој стварно није јемчило да ће Аустрија своју источну политику довести у сагласност са њеном .

### Француско освајање Алжира
Године 1830. Французи су напали Османски Алжир и тиме је почео дугогодишњи рат између Француске и Османског царства, који је Рауф наследио доласком на место великог везира.
У Алжиру су у то време живела три народа: Турци, Арабљани и Кабули. Турци су сачињавали османски алжирски гарнизон, бавили су се гусарењем и били настањени по градовима, највише у приморским. Њихове вође носиле су називе: бег, беј и деј. Сматрани су управницима земље у име Порте, али у ствари су владали као независни господари, који нису успевали ни Кабуле ни Арабљане да приморају на послушност.
Осим тих народа, по градовима је било и трговачког становништва које су сачињавали Јевреји и мелези од свих народности, тј. Маврима (стари назив: Moresques). Јевреји и Маври су признавали турску власт.
Последњи остатак османске власти био је срушен 1837. године падом Константина, када је избила побуна Арабљана предвођених емиром Абделкадером, кога је француска влада пре тога оснажила признавши га за вођу Арабљана .

### Незадовољство у Босни и Херцеговини
Босна је и даље кипела од незадовољника и, због реформи које је Порта спороводила да би сачувала Османско царство,  била најбунтовнија област. Jедина олакшавајућа околност била је што је 1833. године Хусеин-бег Градашчевић, вођа босанског устанка, умро од туберколозе у Истанбулу.
Као награду за своје држање у претходним борбама у Босни и са Египтом, херцеговачки господар, Али-ага Ризванбеговић је од Рауфа добио везирски чин, а Херцеговина, као посебна везирска област, била је, исте године, одвојена од Босне. Прве речи новог везира изражавале су праву жељу беговата:
Ево вам Стамбол Мостар, ево вам цара и у Мостару. Не треба вам више ником да идете у Стамбол!
Бегови су хтели да у својим крајевима буду стварни господари као средњевековна властела и да у целој Босни њихова реч буде пресудна, али њихове жеље нису ишле мимо тога, а најмање да се издвоје из Османског царства. Ислам и привилегисани положај владајуће групе били су и сувише јака спона, који су их везали за Истанбул. У Босни са Рауфом су били нарочито незадовољни баш највише стога, што је чинио уступке хришћанима и што се јавила бојазан, да ти уступци иду на штету државне заједнице и верских интереса. На бунтовна расположења муслимана деловали су конзервативни одавно устаљени погледи на реформе у царству и на дух који их је потицао и опасни покрети међу хришћанима у Србији и Грчкој који су били схваћени као слабост Порте и њеног попуштања. Људи су упорно веровали, да Србија не би била изгубљена, да из ње нису били прогнати јаничари.

### Босна и нова политика Порте
Стога победа над Хусеин-бегом није значила и стварну победу новог духа. Већина људи у Босни и Херцеговини је гледала као и Али-паша Ризванбеговић, да та победа донесе неку врсту компромиса. Реформе се тиме не би спровеле у целини; у земљи би се поштовао стари поредак и њени представници били би домаћи људи; али би се према султану очувала пуна оданост, јер је чувати Османско царство значило чувати себе . Али, такав се став није могао одржати . Њега није хтео ни Рауф ни султан. Једно стога, што су били уверени да су реформе једино средство за регенерацију Царства, а друго што су хтели да државна политика буде вођена само у једном духу. Мухамед Али, који је водио политику на своју руку и који је, под утицајем извесних страних сила, доиста тежио за самосталношћу, био им је свима жива опомена. Рауф је осећао да Османско царство због честих унутрашњих и револуционарних криза губи снагу и углед. Да би добио слободније руке он се у спољашњој политици знатно приближио Русији, а у унутрашњој је хтео јаке мере .

### Хатишериф из 1833.
После гушења босанског устанка избио је устанак у Александровачкој Жупи и на другим местима. Кнез Милош прихватио је прилику, распиривавши устанак и на другим странама, у Сврљигу, Црној Реци и на истоку, извевши у исти мах и војску на границу. Рауф се забринуо, а руска дипломатија, која је хтела да га поштеди, морала је попустити и саветовати, да се Милош задовољи како се не би створили нови заплети . После дугих преговора, у мају 1833. године дошло је до споразума, највише захваљујући Милошевој вештини. Било је предвиђено да се из Србије иселе Турци, а и припојено јој је шест тражених нахија и она је тако знатно, скоро за целу једну трећину свог дотадашњег поседа, била повећана и појачана . Једини разлог због кога Милош раније није успео припојити нахије, јесте била завада са београдским везиром за веће дарове .

### Неприлике с Црном Гором
Године 1833. на место црногорског владике дошао је Петар II Петровић Његош. Већ тада почели су његови сукоби са побуњеним Мустафа-пашом Бушатлијом, скадарским санџак-бегом . Ови сукоби ескалирали су 1835. године, неуспешним црногорским на Жабљак. Кад је Грахово одбило да плаћа данак херцеговачком везиру Али-паши, он га је 1836. године посео с војском, наневиши тежак пораз тамошњим херцеговачким и црнгорским племенима. У борби је погинуо и владичин брат Јован и осам других Петровића. Његош је тражио освету и био је нарочито киван на главног јунака турске победе Смаил-агу Ченгића, гатачког господара .

### Нереди у Босни
У Босни су муслимани били на нарочитом опрезу. Међу хришћанима се мутило на више страна и они су зато налазили, да не треба бити слаб и попустљив, него имати чврсту руку. Према хришћанским кметовима поједини бегови нису имали много обзира, него су примењивали крут метод силе. За кметове је, после Градашчевићевог пораза, уведено давање трећине, што је уз остале порезе, купљено с много бруталности, тешко падавши на иначе прилично сиромашног и исцрпљеног земљорадника. Изгледа, да су и беговат и харачки чиновници журили, да што пре надокнаде штете и губитке настале побуном. Притисак је био толики, да су чак и суседне аустријске власти упућивале опомене босанском везиру. Видевши то незадовољство поп Павле Твртковић, човек сумњивих моралних квалификација, радио је из Шапца на да у североисточној Босни подигне устанак, која би можда могла донети извесне користи Србији. Кнез Милош је пресекао тај рад, да се не би замерио Рауфу, али је устанак ипак избио. Дигао га је поп Јовица Илић у дервентској и градачачкој нахији, у марту 1834. године. Устанак је био лоше организован и брзо је угушен, али је оставио дубоког трага. Године 1836. Аустријанци су извршили један упад код Изачића због извесних локалних сукоба, што је још повећало сумњу против хришћана. По тврдом уверењу доброг дела босанских бегова отпор реформама био је борба за одржавање муслиманских позиција на угроженој граници и они су стога све време правили све могуће тешкоће везирима, који су хтели да извршују Рауфове наредбе, подносећи при том не мале жртве .
Енергични везир, Мехмед Веџихи-паша угушио је неколико локалних покрета, од којих је највећи био у богатом и увек својевољном Сарајеву, али тек од 1839. године Босна је опет била центар нереда .

### Заплет око Сретењског устава
У јануару 1835. у Србији је избила Милетина буна против Милошеве аутократије, у којој је кнез замало платио главом. Да би умирио побуњенике, он је 14. фебруара сазвао скупштину и дао Србији Сретењски устав, који је израдио његов секретар Димитрије Давидовић . Милош се није мешао у писање устава, па је устав је био либералан и без много размишљања, у њега је унето западњачко устројство и навике, тако да је Милош био незадовољан њиме . Међутим, устав је изазвао протесте и Рауфа и Русије . Рауф је био изненађен што је Србија увела устав без његовог знања и како сме да га уводи кад га нису имале ни Русија ни Турска. На устав се гледало и у Аустрији с извесним неповерењем и потсмехом. Питало се, шта ће Србији министарства, а међу њима и министарство иностраних дела и зашто Срби уводе тробојну заставу. Устав, донесен после једне буне, сматрао се као дело изнуђено од револуционарних елемената, по примеру Француске и Швајцарске. По захтеву Рауфа и Русије Милош је са задовољством повукао објављени устав. Пред народом он је приказао добру вољу, да му испуни захтеве, али се морао покорити вољи сила од којих је зависио .
Међутим, Русија није мислила да помаже Милошеву самовољу. Начелно она није могла бити против стања, какво је владало и код ње саме . Руска влада је настојала да ограничи Милошеву самовољу само зато, што у њега није имала много поверења. Милош је често правио потезе који нису одговарали тежњама и саветима руског представништва ко Рауфа и владе у Петрограду. Милош је осећао то и стога се трудио, да се на неки начин осигура и на другим странама. У толико више, што су његови противници живо радили против њега у Русији, Османском царству и Аустрији.

### Британско-руска борба на Порти и криза у Србији
Русија је тражила, да се у Србији уведе један савет, са ограниченим невеликим бројем лица, која би била утврђена доживотно, да не би зависила од Милоша. Тај би савет имао у земљи законодавну и управну власт, коју би вршио у споразуму с кнезом. Милош се томе опирао коликогод је могао, јер је знао да ће тај Савет бити састављен од лица њему противних и да ће му правити сваковрсне сметње. У борби против руског утицаја он је једно време био нашао ослонца код првог британског конзула постављеног у Београду почетком 1837. год., Џорџа Хоџеса. Британија је тих година радила с пуно енергије на сузбијању руског утицаја код Рауфа и на Балкану, па је Хоџес с том мисијом деловао и у Србији. Тако је дошло до необичног стицаја, да је апсолутистичка Русија, са системом самодержавија, постала противник личног режима у Србији, а парламентарна Енглеска његов помагач, али тај ослонац Милошу ипак није помогао. Руски утицај код Рауфа био је јачи и непосреднији . Уз то су и вође уставобранитељске опозиције у Србији биле веома активне. Све што је у земљи било боље и угледније налазило се на њиховој страни . Опасни Тома Вучић, ранији главни Милошев ослонац, ставио се отворено на њихово чело. Уз њега је као други вођа био Аврам Петронијевић, главни Милошев дипломатски представник . Уједињеном Вучићу и Петронијевићу Милош није могао одолети. Да ствар за њега буде још гора, Њима се придружио и Милошев брат Јеврем, који је са своје стране утицао на аустријског конзула Антона Михановића, да се и он определи против кнеза .
Ове енглеско-руске сукобе на Порти непосредно је изазвала Јулска револуција, која је пољуљала Свету алијансу и омогућила Енглеској да са Француском, Шпанијом и Португалијом организује четворни савез уставних држава, који је требало, према мишљењу лорда Палмерстона, да послужи као моћна противтежа Светој алијанси на Истоку . Зато се Николај нарочито трудио да разбије овај савез. Не увиђајући довољно да се енглески и руски трговачки интереси сукобљавају на обалама Босфора, он се дуго трудио да британским државницима наметне своје погледе на став који би требало заузети према Рауфу .

## Велики везир: султанов заменик

### Реформа титуле великог везира и Хатишериф из 1838.
Дана 30. марта 1838. године, изведена је реформа по којој велики везир није више био извршна власт у Османском царству већ заменик султана. Та реформа покренула је лавину реформи које су уследиле идућих година.
У међувремену, кнез Милош је под притиском пристао да спреми нови устав за земљу. Било је израђено више пројеката са разних гледишта, али ниједан није био коначно усвојен . Видевши да се у Београду, због разних утицаја, питање неће моћи лако окончати, Милош је, на крају, по савету Енглеске, пристао, да се преговори воде у Истанбулу. У комисију, коју је упутио у турску престоницу, он је увео и Аврама Петронијевића, не знајући у коликој му је мери он противник. После дугих преговарања довршен је 22. децембра 1838. нови устав за Србију у форми хатишерифа, који су у главном израдили турски и руски представници. Он је стога неправедно назван турским уставом . Србија је овом приликом остала у извесном назатку . Бојећи се Милоша опозиција је у решавање уставног питања увела посредовање страних сила и тим штетила српској државној самоуправи и кнез је погрешио што је пристао да се о том решава у Истанбулу, место у самој Србији .
Главна уредба новог устава била је уперена против Милоша, било је то стварање Савета (или Совјета) од 17 доживотних чланова, који су могли бити смењени само по пристанку великог везира, у случају доказане кривице . Тим је Рауфу било пружено моћно средство да утиче на прилике у Србији. Узајамна борба довела је дотле, да су некадашњи борци за ослобођење тражили Рауфову подршку и сарадњу против свог кнеза. У Савет су ушла већином лица, која се због свог угледа нису могла обићи, а која су била највећим делом кнежеви лични противници.

### Последице Хатишерифа
Односи између кнеза и Савета били су од првог дана веома лоши. Побеђени Милош је већ после два месеца иза проглашења устава, 25. фебруара 1939. године демонстративно напустио земљу и прешао у Земун. Вратио се тек на молбу руског и британског конзула, који нису мислили да ствари треба да иду тако далеко. После тога је покушао да силом измени ново стање. Изазвао је побуну у народу, на чије је чело ставио свог рођеног брата Јована, али је она брзо пресечена енергичним Вучићевим посредовањем . Видећи да иза свега овог што се десило нема више ни потребног ауторитета ни одзива у народу Милош је абдицирао 13. јуна 1839. године, а два дана потом напустио је Србију.
Формално га је наследио његов тешко болесни син Милан, а уместо њега је стварну власт имало намесништво, које су сачињавали Јеврем Обреновић, Вучић и Петронијевић. Кнез Милан је умро после непуне четири недеље дана 8. јула, а за новог владара је проглашен његов млађи брат Михаило, који је тада имао само 16 година и налазио се са оцем у Влашкој. Милош се једно време колебао да га пусти, али на крају је пристао . Ово наслеђивање није било по уставу, у ком је писало да владара наслеђује син, па су намесници морали да траже сагласност од Рауфа, коју су на крају и добили.

### Нова египатска криза и пад
За Османско царство је 1839. год. постала веома критична. Мухамед Али је потукао царску војску код Низипа, султанова флота предала се одметнику, а овај запретио је самом Истанбулу . Султан Махмуд је умро у 1. јула те године, а власт је преузео његов малолетни син, Абдулмеџид .  Он је, недељу дана касније, у тако тешкој ситуацији, сменио Рауфа и на његово место довео Коча Мехмед Хусрев-пашу.

## Велики везир по трећи пут
Рауф је потом повлачи из политичког живота, али накратко, јер је 29. маја 1841. опет именован за великог везира. За време свог трећег везировања, Мухамед Али је поражен од стране британске флоте. Британија је потом сазвала Лондонску конференцију и натерала Рауфа да потпише Дарданелску конвенцију (фр. Convention des détroits), којом је Русија изгубила протекторат над Османским царством, али не и турске области заузете 1828. и 1829. године, као и стварни протекторат над дунавским кнежевинама . Том конвенцијом све силе су се обавезале да не уводе своје ратне бродове ни у Босфор ни у Дарданеле, а исто тако обећавши султану, да ће му обезбедити целокупност државе . Тако је Османско царство посредством удружене Европе остало целокупно, први пут се према њему поступило као према европској држави, па се ставило и под заштиту међународног права, тј. пет великих сила . Ово је био највећи успех Османског царства у XIX веку, али Рауф није уживао у том успеху. Остарео и изнемогао, он је 7. октобра предао своју везирску дужност Изет Мехмед-паши.

## Четврти пут на месту великог везира

### Проглашење, Алжир и нереди у Србији
3. септембра 1842. године је, по четврти пут, постао велики везир. Ситуација у Османском царству је тада била изузетно мирна. Једино је још било сукоба у Алжиру и кнежевини Србији .
Тамо је 8. септембра кнез Михаило је, пред војском Томе Вучића, побегао у Земун . Потом је на скупштини 15. септембра изабран нови кнез Александар, Карађорђев син . Рауф је одмах потврдио његов избор, али не и Русија . Руси су избор сматрали сумњивим па су тражили да се избори понове, па је Рауф морао признати њихово гледиште и одредити нови избор . Дана 27. јуна 1843. опет је изабран Александар Карађорђевић. Да би сузбила антитурске елементе Русија је израдила да се Вучић и Петронијевић уклоне из земље .
Незадовољество новом влашћу изазвало је Катанску буну из 1844. године, коју је Вучић сурово угушио .

### Европски поглед на Османско царство
Гледања европских сила на кнежевину Србију и на Османско царство била су различита. Бивши министар спољних послова Русије Адам Чарторијски је препоручаивао Србима да искористе османску власт да увећају своју снагу, избегавајући руски и аустријски утицај. Француска је имала интерес да у Србији, уместо Османског царства, добије новог савезника, а Британија је волела видети Србију с излазом на море.
Цар Николај се није одрицао распарчавања Османског царства, верујући да ће, преговарајући непосредно са британским државницима, успети да измени енглеску политику, па је 1844. године у вези са тим отишао у Лондон. За све време свог боравка он се трудио да убеди енглеске министре да је Турска на издисају и да, иако он не жели ни један педаљ турске територије, треба ипак предвидети оно што је неизбежно, споразумети се о праведним основама и створити један потпуно искрен и поштен споразум . Том приликом је рекао:
У мом кабинету има два мишљења о Турској. По једнима она је на умору, а по другима она је већ умрла. У сваком случају неће се спречити, да кроз кратко време не умре.
Као што се и требало надати, цар није успео да закључи никакав посебан споразум са Енглеском, и његов рад имао је за последицу само појачавање неповерења енглеске владе према руској политици .

### Програм „Начертаније” и Османско царство
Према спољнополитичком плану Србије „Начертанију” из 1844. године, аутора Илије Гарашанина, пише да ни Русија ни Аустрија нису имале интереса да уместо Османског царства створе друго христијанско царство, прва због Истанбула, а друга због опасности да не изгуби своје јужнословенске поданике. У тежњи да створе велику државу на Балкану Срби нису не иду ни за каквим револуционарним актом, него би наставили своју историјску мисију. Срби су први борбом добили своју слободу међу Словенима у Османском царству, па је сасвим природно да они и даље воде целу акцију. Бугари су изгубили веру у себе и надали се ослобођењу само од Русије, али Србија није имала снаге да изведе одмах у дело цео програм, а и иначе треба да ради опрезно. Гарашанин је налазио, да је ипак за Србију најприроднији савез са Русијом, али под условом да и сама Русија увиди, како би јој био бољи савез с малом Србијом него са Аустријом. Дужност Србије је била, да политички делује у Бугарској, како се под другим утицајима не би отуђила од ње. То би могла учинити отварајући школе у Бугарској и школујући младе Бугаре, и обраћајући нарочиту пажњу да се национализује црква у Бугарској, која се у то време налазила у рукама Грка . Главну активност Србија је требало поред Црне Горе, која се била већ скоро сасвим отргла од Турака, да развије и у Босни, Херцеговини и Старој Србији . Са тим крајевима требало је да одржава све чешће везе и негује споразум између православаца и католика. Гарашанин није много говорио о Србима у Аустрији да не би против себе изазвао Дунавску монархију, због тога што је био свестан да Србија са својом малом снагом није могла у исто време деловати и међу османским и међу аустријским поданицим, а и да не би изазивао подозрење Аустрије док не постигне неке успехе према Турској.
Гарашанин је одмах и почео рад у означеном правцу, а посебно у Босни. Нарочито је нашао одазив фрањеваца, који су тада водили врло оштру борбу са својим бискупом. Њихови људи су добили подршку борби код српског капућехаје у Истанбулу. Исто тако се радило и у Старој Србији и северној Албанији .

### Црна Гора и Босна
У Црној Гори је ситуација била мирнија него у Србији, али не баш потпуно мирна. Тамо је 1844./1845. избила побуна Црмничана, под вођством Марка Пламенца, против владике. Побуна је угушена у крви .
Босна је наставила бити буре барута. У њој је 1844. смењен Хусрев Мехмед-паша, после пораза од Крајишника. Карактеристична је чињеница за стање духова, да хатишериф из Ђилхане у Босни није никад објављен. Аустријски конзул Атанцковић извештавао је своју владу, да је стање у земљи неодрживо. Рауф, односно његови везири, нису смели да ствари изведу до краја, а половне мере нису могле да задовоље никог. Старе султанове присталице, Али-паша и Смаил-ага Ченгић помагале су опозицију. Сам Али-паша није хтео да квари много стари рад и све се више показивао као човек који не одобрава Рауфове мере .

### Алжир
Што се Алжира тиче, Порта се помирила са његовим губитком, али тамошњи народ још није. Тамо је и даље беснео устанак Абделкадера, коме се 1844. придружио устанак Кабула. Међутим, Абделкадеров устанак је угушен 1847. године .

## Последње године и пети пут велики везир
Дана 31. јула 1846. Коча Мустафа Решид-паша и присталице реформа су га срушили и тек 27. јануара 1852. године успео је да сломи њихов утицај да би по пети пут постао велики везир. Све време овог његовог петог везировања обележавало је сузбијање турског утицаја у Црној Гори, престанак кабулског отпора у Алжиру и затегнути односи између Истанбула и Беча и између Истанбула и Петрограда .
Престанком отпора Кабула у Алжиру, Османско царство је заувек изгубило ту област, а Француска је завладала облашћу од 300.000 km², не рачунајући око 100.000 km² у пустињи Сахари .
Рауф је, после револуције 1848. године, примио угарске емигранте на челу са вођом револуције Лајошем Кошутом, па их потом пустио на слободу. Млади аустријски цар Франц Јозеф замерио му је то на доста оштар начин, а његове власти дозволиле су му да осети да га сматрају за непријатеље. Аустријска штампа заузимала се за хришћане у Босни и Херцеговини и тражила све могуће поводе, да тамошњи лош турски режим што више дискредитује пред Европом. Том приликом Аустријанци су слали у Црну Гору новца, хране и муниције и као повереника двора упутили Ђорђа Стратимировића, познатог вођу из недавне побуне у Војводини. Он је са собом у Црну Гору донео и три топа. У исто време је бечка влада наредила концентрацију једног дела своје војске на босанској граници, али главно залагање учињено је у Истанбулу .
Слично заоштравање односа настало је и са Русијом, пошто се један део мађарских побуњеника, међу којима и доста Пољака, склонио на турску територију да би избегао освету победника. Пошто су Русија и Аустрија упорно захтевале да им се они предају, Рауф је одлучно одбио то да учини, јер је у томе имала подршку Француске и Енглеске. Николај је у први мах био заузет револуцијом у Немачкој, па је тај неуспех примио доста мирно, али када је избио нов сукоб око хришћанских светиња у Палестини, он је сматрао да су му одрешене руке и намеравао је да наметне своју вољу.
У фебруару 1852. године, на наваљивање француске дипломатије, која се трудила да прибави благонаклолост папе свом цару Наполеону III, султан је наредио да се католицима предају кључеви витлејемске цркве, који су дотада били у рукама православних хришћана. Николај је затражио да се врате права православној цркви. Наполеон је био склон попуштању, али је Николај одлучио да покаже своју снагу и да категорички изложи своје захтеве .
Зато је дошло до поновног покретања источног питања. Николај се никако није одрицао освајања Османског царства, које је називао болесним човеком. Руски цар је изјављивао енглеском посланику, да је дошло време да се споразумеју о погребу Турске, и да се решио да заузме Истанбул, не као својину него као залогу .
Међутим, за време овог везировања није дошло до рата ни на једној страни. Под притиском присталица танзимата, већ 7. марта, он је срушен и Решид је опет постао велики везир. Рауф је још неко време вршио положај везира, све док није дефинитивно отишао у пензију. 28. маја 1860. године Рауф је умро у Истанбулу и сахрањен је у гробници коју је саградио за живота.